# East Hampton (Connecticut)
East Hampton ist eine Stadt im Middlesex County im US-Bundesstaat Connecticut, Vereinigte Staaten. Das Gebiet von East Hampton beinhaltet auch die Dörfer Cobalt, Haddam Neck und Middle Haddam.

## Geschichte
1710 siedelten sich die ersten englischen Siedler, aus der Gegend von Eastham stammend, im Stadtgebiet des heutigen Middle Haddam an, namentlich Gideon Goffe. Weitere Familien folgten ihm und errichteten am Lake Pocotopaug eine Siedlung zwischen Middletown und Haddam, welche sie ab 1746 Easthampton nannten. Als die Ortschaft 1767 unabhängig von Middletown wurde, inkorporierte sie sich unter dem Namen Chatham, zu Ehren von William Pitt, der in England ein Fürsprecher der englischen Kolonien war. Der alte Name wurde inoffiziell lange weiter gebraucht, bis 1915 der offizielle Name Chatham zugunsten von East Hampton aufgegeben wurde. Allerdings liegt die Stadt südwestlich des um eine Größenordnung kleineren Orts Hampton.
Durch den Namen Chatham konnte der Standort (es hatten sich früh eine Werft und eine Schmiede angesiedelt) im 18. und 19. Jahrhundert von dem guten Ruf der englischen Schiffswerften von Chatham im Mutterland profitieren. Die Industrie der Stadt umfasste neben dem Schiffsbau auch Bergwerke und Glockengießereien.

## Persönlichkeiten
- Adonijah Welch (1821–1889), Politiker